# Bringo
Bringo — онлайн-платформа управления потоками доставок в мегаполисах, основным принципом работы которой является краудсорсинг, то есть, свободным исполнителем экспресс-доставки может стать любой желающий, скачавший мобильное приложение для курьеров. Bringo осуществляет экспресс-доставку для частных лиц, компаний, интернет-магазинов и логистических сервисов силами свободных исполнителей — брингеров. Краудсорсинг позволяет сотрудничать с клиентами разных направлений и отраслей, предлагая им условно бесконечный «фонд курьерского времени», состоящий на 100 % из свободных исполнителей доставок. Компания базируется в Москве.

## Основатель и краткая история
Компания создана в 2013 году, основатель Bringo — Марк Капчиц, в прошлом — арт-директор европейских рекламных и арт-агентств McCann Erickson, Grey Interactive и Euro RSCG.
Июль 2013 года — зарегистрирована компания OOO «Бринго»
Январь 2014 года — первые доставки через платформу
Июнь 2014 года — компания подписывает договор о стратегическом сотрудничестве с аналитиком в области экспресс-отправлений, международной компанией Mail Boxes Etc., количество зарегистрированных на платформе брингеров превышает 30 000.
Май 2015 года — Bringo начинает сотрудничать с международным сервисом онлайн-такси Gett
Август 2015 года — Bringo проводит интеграцию с международной логистической компанией DPD
Ноябрь 2015 года — Bringo становится финалистом конкурса WebReady 2015
Декабрь 2015 года — Bringo преодолевает планку в 30 000 доставок в месяц
Январь 2016 года — Bringo начинает сотрудничество с крупнейшим российским продуктовым ретейлером «Азбука вкуса»
Q2 2016 года — Bringo открывает филиалы в Новосибирске, Владивостоке, Нижнем Новгороде и Екатеринбурге

## Показатели и планы компании
— Основные продукты — доставка за 90 или 60 минут силами свободных исполнителей
— 98 % — процент успешных доставок в системе без негативных нотификаций
— 70 000 зарегистрированных на платформе свободных исполнителей
— 1000 активных брингеров ежедневно
— 2 500 корпоративных клиентов
— в среднем 32 000 доставок в месяц
— География Bringo: Москва, Владивосток, Новосибирск, Нижний Новгород, Екатеринбург. В 2016 году компания планировала открыть офисы во всех (14) городах-миллионерах России, и запустить HQ в Берлине и Лондоне.